# Meaño
Meaño è un comune spagnolo di 5 426 abitanti situato nella comunità autonoma della Galizia.